# Kana Ueda
Kana Ueda (植田 佳奈?, Ueda Kana; Ikoma, 9 giugno 1980) è una doppiatrice giapponese, affiliata con l'agenzia I'm Enterprise. È principalmente conosciuta per i ruoli di Yumi Fukuzawa in Maria-sama ga Miteru, Rin Tohsaka in Fate/Stay Night e Hayate Yagami in Mahō shōjo Lyrical Nanoha A's e Strikers. È celebre il suo forte accento di Kansai, con cui caratterizza alcuni dei suoi ruoli.

## Doppiaggio

### Anime
2001
- Angelic Layer (Ringo Seto)
- Chance: Triangle Session (Jun Morimura)
- Cyborg 009 (Cyborg 001/Ivan Whisky)
- Final Fantasy: Unlimited (Herba)
- Great Dangaioh (Schoolgirl A, Little Girl, Ryoko Sugi)

2002
- Samurai Deeper Kyo (Saisei)

2003
- Dear Boys (Schoolgirl)
- Green Green (Reika Morimura)
- Mermaid Melody Pichi Pichi Pitch (Sara, Comedienne (ep. 16))
- Lunar Legend Tsukihime (Kohaku)
- Wandaba Style (Yuri Fuyude)

2004
- Burst Angel (Yoko)
- Daphne in the Brilliant Blue (Shizuka Hayama, Woman)
- Gakuen Alice (Alice Academy) (Mikan Sakura)
- Kannazuki no Miko (Korona, Commentator, Orochi)
- Kujibiki Unbalance (Lisa Humvee)
- Maria-sama ga Miteru (Yumi Fukuzawa)
- Maria-sama ga Miteru: Printemps (Yumi Fukuzawa)
- Melody of Oblivion (Kyu-chan)
- Mermaid Melody Pichi Pichi Pitch Pure (Sara)
- Ragnarok the Animation (Lisa)
- Sensei no Ojikan (Minako Tominaga)
- Soreike! Zukkoke san-nin gumi (Alien Girl)
- Tactics (Edogawa Miyako)
- The Marshmallow Times (Jasmine, Pansy, Space Girl)
- Uta Kata (Minami)

2005
- Best Student Council (Kotoha Kutsugi, Fake Maachi, Girl, Rino' Classmate, Staff photographer)
- Futakoi Alternative (Reporter)
- Gakuen Alice (Alice Academy) (Mikan Sakura)
- He Is My Master (Anna Kurauchi)
- Hell Girl (Mayumi Hashimoto)
- Loveless (Yuiko Hawatari)
- Mahō shōjo Lyrical Nanoha A's (Hayate Yagami)
- MegaMan NT Warrior (Stream) (Pink Bunny)
- Pani Poni Dash! (Kurumi Momose, Alien staff)
- Petopeto-san (Petoko (Hatoko Fujimura))

2006
- Shinigami no Ballad (Yutaka Fujishima)
- Chocotto Sister (Hideko Hasuki, Physical Education Teacher)
- Dinobreakers (Kid)
- Fate/Stay Night (Rin Tōsaka)[2]
- Gin Tama (Season 1) (Hanako)
- Glass Fleet (Aimel, Masquerade Woman)
- Majime ni Fumajime Kaiketsu Zorori (Cinderella)
- Kashimashi: Girl Meets Girl (Hazumu Osaragi)
- MÄR (Flat A)
- Mega Man Star Force (Luna Platz)
- Pokémon: Battle Frontier (Luna)
- Pumpkin Scissors (Sergeant Stekkin, Claymore One Member/Fransisca)
- Tactical Roar (Sango Fukami)
- The Backyardigans (Tasha)
- Tokko (Suzuka Kureha)
- Usahana: dream of ballerina (Anzu)

2007
- Fantastic Detective Labyrinth (Hatsumi Mieno, Sōka)
- Gakuen Utopia Manabi Straight! (Director, Domestic Science)
- Gin Tama (Season 2) (Hanako)
- Hayate the Combat Butler (Sakuya Aizawa, Office Lady)
- Hitohira (Haruko Tamaki)
- Kaze no Stigma (Misao Ōgami)
- Kotetsushin Jeeg (Tsubaki Tamashiro)
- Mahō shōjo Lyrical Nanoha StrikerS (Hayate Yagami)
- Majin Tantei Nōgami Neuro (Yako Katsuragi)
- Major (Third Season) (Miho Nakamura)
- Mega Man Star Force Tribe (Luna Platz)
- Night Wizard The ANIMATION (Azel Iblis)
- Shizuku (Ichigo)
- Rental Magica (Honami Takase Ambler, White Tiger)
- 100% Fragola (Kozue Mukai)
- Sugarbunnies (Sophia Cherbourg, Buchiusa)
- Tengen Toppa Gurren Lagann (Kinon Bachika)
- The Galaxy Railways: Crossroads to Eternity (Frel)
- Tokyo Majin Gakuen Kenpuchō: Tō (Marie Claire)
- Tokyo Majin Gakuen Kenpuchō: Tō Dai Ni Maku (Second Act)  (Marie Claire)
- Zombie-Loan (Koyomi Yoimachi, Yomi)

2008
- Gin Tama (Season 3) (Hanako)
- Kure-nai (Lin Cheng-Shin)
- Linebarrels of Iron (Shizuna Endo, Lisako's Friend)
- Major (Fourth Season) (Miho Nakamura)
- Nogizaka Haruka no himitsu (Nanami Nanashiro, Kana Ueda)
- Sekirei (Yomi)
- Shigofumi: Letters from the Departed (Fumika)
- Sugarbunnies: Chocolat! (Sophia Cherbourg, Buchiusa)
- Telepathy Shōjo Ran (Midori Naha)
- Toshokan Sensō (Marie Nakazawa)
- Tytania (Laetitia)
- You're Under Arrest: Full Throttle (Girl)

2009
- Atashin'chi (Ōnishi)
- Examurai Sengoku (Kanae)
- Go Kyōdai Monogatari (Woman)
- Hayate no Gotoku!! (Sakuya Aizawa)
- Kämpfer (Rika Ueda)
- Major (Fifth Season) (Miho Nakamura)
- Maria-sama ga Miteru 4th Season (Yumi Fukuzawa)
- Nogizaka Haruka no himitsu: Pure Rezza (Nanami Nanashiro, Nanao)
- Saki (Saki Miyanaga)
- Sugarbunnies: Fleur (Sophia Cherbourg, Buchiusa, Narration)
- Taishō Baseball Girls (Noe Kawashima)
- Tears to Tiara (Rathty)
- To Aru Kagaku no Railgun (Mii Konori)
- Viper's Creed (Chris)

2010
- Hanakappa (Tere Tere Bozu, Ant)
- Maid-sama! (Subaru, Schoolgirl)
- Major (Six Season) (Miho Nakamura, Announcer)
- Shimazu Nariakira and I (Yoko)
- So Ra No Wo To (Yukiko)
- Tegami Bachi Reverse (Celica)
- Uragiri wa Boku no Namae wo Shitteiru (Ashley)
- Yorinuki Gin Tama san (Hanako)

2011
- Bunny Drop (Haruko Maeda)
- Fate/Zero (Rin Tōsaka)
- Freezing (Atia Simmons)
- Hanakappa (Dental nurse)
- Hanakappa mini (Tere Tere Bozu)
- Kaitō Tenshi Twin Angel (Yuriko Barakoji)
- Kämpfer fur die Liebe (Rika Ueda)
- Tansu Warashi (Tae)
- Yumekui Merry (Chizuru Kawanami)

2012
- Pocket Monsters: Best Wishes! (Gym Leader: Furo)
- Thermae Romae (Yamaguchi)
- Zoku Shimazu Nariakira and I (Yoko)
- Hagure yūsha no estetica (Chikage Izumi)[3]

2016
- Assassination Classroom (Yuzuki Fuwa)
- D.Gray-man Hallow (Klaud Nine)
- Sakamoto desu ga? (Mī-chan)
- Luck & Logic (Pieri Saotome)
- Fate/kaleid liner Prisma Illya 3rei!! (Rin Tōsaka)
- Handa-kun (Tsugumi)
- Re:Zero - Starting Life in Another World (Anastasia Hoshin)

2018
- Citrus (Ume Aihara)
- Fate/Extra Last Encore (Rin Tōsaka)

2021
- 86 - Eighty-Six (Wenzel Grethe)

2023
- Il mio matrimonio felice (Kanoko Saimori)

2024
- Wonderful Pretty Cure! (Niko)

### OAV
- Aki Sora (Nami Aoi/2009)
- Carnival Phantasm (Rin Tōsaka/2011)
- Cyborg 009 Conclusion God's War (Cyborg 001/Ivan Whisky/2003)
- Daphne in the Brilliant Blue (Shizuka Hayama2004)
- Dr. Spelunker (Female Teacher/2011)
- Denpa teki na Kanojo (Kaori Shiraishi//2009)
- Fate/stay night curtain raiser (Rin Tōsaka/2005)
- Final Fantasy: Unlimited PhaSE.0 (Herba, Kana Ueda/2002)
- Hayate the Combat Butler - Atsu ga Natsui ze Mizugi Hen (Sakuya Aizawa/2009)
- He Is My Master Emergency Dispatch (Anna Kurauchi/2005)
- Kemono to chat (student council president/2009)
- Kujibiki Unbalance (Lisa Humvee/2005)
- Kure-nai (Lin Cheng-Shin/2010)
- Kyo no Gononi (Megumi Hidaka/2006 - 2008)
- Linebarrels of Iron (Shizuna Endo/2009)
- Maria-sama ga Miteru OVA Series (Yumi Fukuzawa/2005 - 2010)
- Pani Poni Dash! OVA (Kurumi Momose/2009)
- Sensei no Ojikan (Minako Tominaga/2005)
- Shigofumi: Letters from the Departed (Fumika/2008)
- 100% Fragola (Kozue Mukai/2005)
- Sylvanian Families 1 - 3 (Shima Neko/2007)
- TAKAMICHI SUMMER WORKS (Kana Ueda/2011)
- To Aru Kagaku no Railgun (Mii Konori2010)
- Touhou Project SIDE STORY (Kinako/2007)
- Wandaba Style (Yuri Fuyude/2003)
- Zettai Shougeki: Platonic Heart Battle 1 - 5 (Ryu Geturei/2009)

### Film
- Gunbuster vs. Diebuster: Aim For The Top! The GATTAI!! Movie (Director, First Division/2006)
- Maria-sama ga Miteru 3D (Yumi Fukuzawa, Kana Ueda/2008)
- Tengen Toppa Gurren Lagann: Gurren-hen (Kinon/2008)
- Tengen Toppa Gurren Lagann: Lagann-hen (Kinon/2009)
- Fate/stay night Unlimited Blade Works (Rin Tōsaka/2010)
- Maria-sama no Tashinami (Yumi Fukuzawa/2010)
- Hayate no Gotoku!! (Sakuya Aizawa/2011)
- Tansu Warashi (Tae/2011)
- Xi AVANT (Akane/2011)
- Mahō shōjo Lyrical Nanoha The Movie 2nd A's (Hayate Yagami/2012)

### ONA
- Keitai Shōjo (Miya Gotou)
- BRAVE10 (Izanami)
- Maria-sama no Oshirase (Yumi Fukuzawa)
- Paperman (Paled Irika)

### Videogiochi
2001
- Kidou Tenshi Angelic Layer for Game Boy Advance (Ringo Seto)

2002
- Ever17 -the out of infinity- (Sara Matsunaga)

2003
- Colorful High School (Marie Takamura)
- Ever17 -the out of infinity- Premium Edition (Sara Matsunaga)
- Growlanser IV: Wayfarer of Time (Mel)
- Wandaba Style (Yuri Fuyude)

2004
- Summon Night: Swordcraft Story 2 (Air Colthearts)

2005
- Best Student Council (Kotoha Kutsugi)
- Graduation: Next Graduation (Reika Takashiro)
- Growlanser IV: Return (Mel)
- Keitai Shōjo (Miya Gotou)
- Petopeto-san Desktop Accessory (Petoko (Hatoko Fujimura))
- Realize: Panorama Luminary (Rin Inaba)
- Maria-sama ga Miteru Desktop Accessory (Yumi Fukuzawa)
- White Princess the second (Natsumi Urabe)

2006
- CRYSTAL BOARDER (Lidia)
- Disgaea 2: Cursed Memories (Yukimaru, Asagi)
- Enchanted Arms (Karin)
- FRAGMENTS BLUE (Momoka Yazawa)
- Gakuen Alice: Kira Kira Memory Kiss (Mikan Sakura)
- Kashimashi: Girl Meets Girl: Hajimete no Natsu Monogatari (Hazumu Osaragi)
- Keitai Shōjo (Miya Gotou)
- MÄR: Klavier of oblivion (Flat A)
- Pinky:St KiraKira Music Hour (Hana)
- Tensyo Gakuen Gekkoroku (Rio Amakusa)
- Torikago no mukou gawa (Asuka)
- Wrestle Angels: Survivor (Satomi Kojima, Enomoto Aya)

2007
- Agarest: Generations of War (Ellis)
- ASH: Archaic Sealed Heat (Marity)
- Bakumatsu Renka: Hanayanagi Kenshi-den (Suzuka Sakuraba)
- Enchanted Arms (Karin)
- Fate/stay night [Realta Nua] (Rin Tōsaka)
- Fate/tiger colosseum (Rin Tōsaka)
- Hayate no Gotoku! Boku ga Romeo de Romeo ga Boku de (Sakuya Aizawa)
- Keitai Shōjo (Miya Gotou)
- Mega Man Star Force 2: Zerker × Ninja/Zerker × Saurian (Luna Platz)
- Pinky:St KiraKira Music Night (Hana)
- Star Ocean: First Departure (Erys Jerand)
- Sugarbunnies DS Dream Sweets Factory (Sophia Cherbourg, Buchiusa)
- Summon Night Twin Age (Reha)
- Super Swing Golf PANGYA 2nd Shot (Erika)
- Super Swing Golf PANGYA Magical Voice Club Set/Miracle Voice Club Set (Erika)
- Tengen Toppa Gurren Lagann (Kinon Bachika)

2008
- Agarest Senki: Re-appearance (Ellis)
- Busou Shinki Battle Rondo (Tigris)
- BlazBlue: Calamity Trigger (Rachel Alucard)
- D.C.II P.S. (Shinobu Fujibayashi)
- Disgaea 3: Absence of Justice (Yukimaru)
- Fate/Tiger Colosseum Upper (Rin Tōsaka, Kaleido Ruby)
- Fate/unlimited codes (Rin Tōsaka)
- Hayate no Gotoku! Ojō-sama Produce Daisakusen Bokuiro ni Somare! (Sakuya Aizawa)
- Infinity Plus (Sara Matsunaga)
- Infinite Undiscovery (Roka)
- Majin Tantei Nōgami Neuro: Battle da Yo! (Yako Katsuragi)
- Majin Tantei Nōgami Neuro: Neuro to Yako no Bishoku Zanmai (Yako Katsuragi)
- Nogizaka Haruka no himitsu Cosplay, Hajime Mashita (Nanami Nanashiro)
- Rune Factory: Frontier (Eunice)
- Tears to Tiara: Kakan no Daichi (Rusty)
- The season of L part 2 Invisible Memories (Haruka Narayama)
- Transpee (Character Voice)
- Wrestle Angels: Survivor 2 (Satomi Kojima, Enomoto Aya)

2009
- BlazBlue: Continuum Shift (Rachel Alucard)
- Clear: Atarashii Kaze no Fuku Oka de (Yuzuru Kisaki)
- Disgaea 2: Dark Hero Days (Yukimaru, Asagi)
- Disgaea 3: Raspberyl Chapter (Yukimaru)
- Ever17 -the out of infinity- Premium Edition (Sara Matsunaga)
- Fate/unlimited codes PORTABLE (Rin Tōsaka, Kaleido Ruby)
- Fortune Summoners Deluxe (Sana Poanet)
- Halo 3: ODST (Sadie Endesha)
- Hayate no Gotoku! Nightmare Paradise (Sakuya Aizawa)
- Infinity Plus Portable (Sara Matsunaga)
- Keitai Shōjo Solitaire -FreeCell- (Miya Gotou)
- KILLZVALD: The Last Human (Tenbin Tsukihito)
- Linebarrels of Iron (Shizuna Endo)
- Momoiro Taien Pairon (Luna Ru Bell, Ellis)
- SEGA Network Taisen Mahjong MJ4 (Saki Miyanaga)
- Super Swing Golf PANGYA Exceed Voice Club Set/Chemical Voice Club Set (Erika)
- Super Swing Golf PANGYA PORTABLE (Erika)
- Taishō Baseball Girls: Otome-tachi no Seisun Nikki (Noe Kawashima)
- Tales of Graces (Pascal)
- Tears to Tiara Anecdotes -The Secret of Avaron- (Rusty)
- The season of L Double Pocket (Haruka Narayama)
- The Tower of Aion (Character Voice)
- Zettai Shougeki: Platonic Heart (Ryu Geturei)

2010
- Ai Sp@ce (Reimu Hakurei)
- Agarest Senki 2 (Ellis)
- Beatmania IIDX (Iroha Umegiri)
- Busou Shinki Battle Masters (Tigris)
- Concerto Gate (Kotodama Ue no Ame)
- D.C.I&II P.S.P. (Shinobu Fujibayashi)
- Fate/EXTRA (Rin Tōsaka)
- Hyperdimension Neptunia (If)
- Koi no iko (Iko)
- Mahō shōjo Lyrical Nanoha A's PORTABLE: THE BATTLE OF ACES (Hayate Yagami, Dark Load)
- MOEDEN (shy alarm clock Aratan)
- Nogizaka Haruka no himitsu Dōjinshi, Hajime Mashita (Nanami Nanashiro)
- Paperman (Paled Irika)
- Saki- Portable (Saki Miyanaga)
- Seijyaku ni Denki noko Playable Version!? (Izumo Iwakami)
- Tales of Graces f (Pascal)
- Tears to Tiara Anecdotes -The Secret of Avaron- Portable (Rusty)
- Tears to Tiara: Kakan no Daichi Portable (Rusty)
- The Last Blade Outside: Akari to Nanatsu no Yodama (Akari Ichijō)
- Twinkle Crusaders GoGo! STARLIT BRAVE!! (Rin)
- Zangeki no REGINLEIV (Alvilda)

2011
- AQUAPAZZA -AQUAPLUS DREAM MATCH- (Rusty)
- Atlantica (Sara)
- BlazBlue: Continuum Shift II PSP (Rachel Alucard)
- BLAZBLUE CONTINUUM SHIFT EXTEND (Rachel Alucard)
- Call of Duty: Modern Warfare 3 (Alena)
- Concerto Gate Forte Special Certo Kuji 3rd (Kotodama no Ame)
- Disgaea 3 Return: Absence of Justice (Yukimaru)
- Emblem Saga (Assassin)
- Ever17 -the out of infinity- (Sara Matsunaga)
- Gal*Gun (Mako Kuroda)
- Growlanser IV: Over Reloaded (Mel)
- Hyperdimension Neptunia Mk2 (If)
- Keitai Shōjo Renai Bucket (Miya Gotou)
- LORD of VERMILION Re:2 (Mahrt)
- Mahō shōjo Lyrical Nanoha A's PORTABLE: THE GEARS OF DESTINY (Hayate Yagami, Dark Load)
- MAPLUS Portable Navi 3 (Rin Tōsaka)
- Mobius Online (Saya Kurebain, Girl: Unfussy 1, 2)
- Momoiro Taien Pairon for NicoNico App (Luna Ru Bell, Ellis)
- Monster Hunter Frontier Online (VOICE TYPE27)
- Nendoroid Generation (Rin Tōsaka)
- Paperman Voice Band Pack (Paled Irika)
- Queen's Gate Spiral Chaos (Gate Opener Alice)
- Seijyaku ni Denki noko (Izumo Iwakami)
- Shinigami to Shōjo (Sayo Tōno)
- Shinobido 2: Revenge of Zen (Kinsenka no Shizuku)
- Shin Kamaitachi no Yoru (Miyuki Umezono)
- To Aru Kagaku no Railgun (Mii Konori)
- Weiß Schwarz Portable (Rin Tōsaka, Hayate Yagami)

2012
- AQUAPAZZA -AQUAPLUS DREAM MATCH- (Rusty)
- Time and Eternity (Moebius)

2014
- Granblue Fantasy (Yuel)
- Fate/hollow ataraxia (Rin Tōsaka)

2015
- Fate/Grand Order (Archer/Ishtar, Lancer/Ereshkigal)
- Stella Glow (Veronica)
- BlazBlue: Central Fiction (Rachel Alucard, Raquel Alucard)

2017
- Dragon Quest Rivals (Amandina)
- Million Arthur: Arcana Blood (Clone Azia Kriemhild)

2018
- BlazBlue: Cross Tag Battle (Rachel Alucard)
- Dragalia Lost (Ezelith, Althemia)

2019
- Disgaea RPG (Yukimaru)

2020
- Granblue Fantasy: Versus (Yuel)
- Genshin Impact (Yoimiya)

2021
- BlazBlue Alternative: Dark War (Rachel Alucard, Raquel Alucard)
- Everyday: Today's Menu for Emiya Family (Rin Tōsaka)
- Neptunia x Senran Kagura: Ninja Wars (IF)

2023
- Dragon Quest X: Rise of the Five Tribes Offline (Madre Leone)
- Granblue Fantasy Versus: Rising (Yuel)
- Reverse: 1999 (Melania)